# شمشاد أليف الصخور
شمشاد أليف الصخور (الاسم العلمي:Buxus rupicola) هو نوع من النباتات يتبع جنس الشمشاد من الفصيلة الشمشادية.